# Paul Gleirscher
Paul Gleirscher (* 7. Oktober 1960 in Neustift im Stubaital) ist ein österreichischer Ur- und Frühgeschichtler.

## Leben
Gleirscher studierte Ur- und Frühgeschichte und Klassische Archäologie in Innsbruck und München. Er wurde 1984 in Innsbruck promoviert. Nach Forschungsaufträgen bei der Römisch-Germanischen Kommission des Deutschen Archäologischen Instituts (Projekt Brandopferplatz Rungger Egg bei Seis am Schlern) und am Institut für Denkmalpflege an der ETH Zürich (Projekt Kloster St. Johann in Müstair) sowie der Erstellung einer Wanderausstellung über die Räter im Auftrag des Rätischen Museums Chur war er von 1991 bis 2024 Leiter der Abteilung für Ur- und Frühgeschichte am Landesmuseum Kärnten in Klagenfurt, einer Abteilung, die damals neu eingerichtet und mit seinem Ausscheiden auch wieder aufgelassen wurde. Von dort aus war er an den Universitäten Klagenfurt, Graz und Wien tätig, wo er sich 1998 im Fach Ur- und Frühgeschichte habilitierte.

## Forschung
Gleirschers Forschungsschwerpunkt ist der Ostalpenraum von der Altsteinzeit bis ins Frühmittelalter. Beginnend mit dem Thema seiner Dissertation wandte er sich zunächst der jüngeren Eisenzeit im Alt-Tiroler Raum und in den angrenzenden Gebieten zu, wo er zur Gruppengliederung der den Rätern zugewiesenen Stämme forschte, insbesondere zur Typenchronologie und zur Definition der heute gängigen Kulturgruppen der Räter. Die Fortführung und Vertiefung dieser Studien erfolgte mit der Bearbeitung des Brandopferplatzes am Rungger Egg bei Seis am Schlern (Südtirol), die zugleich zur ersten breiten Analyse der für den zentralalpinen Raum seit der mittleren Bronzezeit typischen Brandopferplätze und daran anknüpfende Fragen zur alpinen Religionsgeschichte führte. Die Beschäftigung mit den vorklosterzeitlichen Funden und Befunden in Müstair-St. Johann umfasste die Zeitspanne von der Kupferzeit bis ins Frühmittelalter. Zu den frühesten wissenschaftlichen Arbeiten von Gleirscher zählen zudem Studien zur Nutzung des hochalpinen Raumes, sei es zu kultischen Zwecken oder zur Nutzung als Weideland („Almwirtschaft“).
Mit dem Wechsel nach Kärnten wandte sich Gleirscher Forschungsfragen zum Südostalpenraum zu. Er erarbeitete auf breiter Basis Neues zur Hallstattkultur, zur Keltenzeit – mit einem Vorschlag zur Verortung der Stadt Noreia – und legte neue und quellenbasierte Einsichten zum Frühmittelalter mit seinen tiefen ideologischen Verstrickungen vor. Dazu kamen Forschungen zur ersten menschlichen Besiedlung des Ostalpenraumes durch den Neandertaler wie auch zu den kupferzeitlichen Pfahlbauten. Als relevant für die Römerzeit erwiesen sich die unter seiner Leitung stehenden Forschungen auf der Gurina bei Dellach im Gailtal, wo das erste Verwaltungszentrum Roms in Norikum ans Licht kam sowie die Entdeckung und Untersuchung der ersten römischen Pfahljochbrücke in Österreich bei Emmersdorf und die Freilegung einer Mithras-Kulthöhle bei St. Egyden.
Ein Interessenschwerpunkt lag stets auch in Fragen zur Nutzung des hochalpinen Raumes durch den Menschen. Er erarbeitete Kriterien für die Frage nach dem Beginn der Almwirtschaft in den Alpen, verfasste relevante Beiträge zur sozialen Stellung und zur Ermordung des Mannes aus dem Eis („Ötzi“) und gelangte auch zu einer von der vorherrschenden Deutung völlig abweichenden Bewertung der Bilder auf der Himmelsscheibe von Nebra.
Als Leiter der Abteilung für Ur- und Frühgeschichte am Landesmuseum für Kärnten erneuerte Gleirscher die Räumlichkeiten zur Ur- und Frühgeschichte im Landesmuseum für Kärnten, kuratierte mehrere Sonderausstellungen und führte zahlreiche Ausgrabungen in Kärnten durch. Er trat Ende 2024 in den Ruhestand.

## Mitgliedschaften
Gleirscher war während seiner aktiven Zeit in verschiedenen Expertengruppen tätig, unter anderem in der Expertengruppe Archäologie der Arge Alp, im archäologischen Fachbeirat des Südtiroler Archäologiemuseums und im österreichischen Kuratorium für Pfahlbauten im Rahmen des UNESCO-Welterbes Prähistorische Pfahlbauten um die Alpen.
1998 wurde Gleirscher zum Korrespondierenden Mitglied des Deutschen Archäologischen Instituts in Berlin gewählt und erhielt im selben Jahr den Förderungspreis für Wissenschaft des Landes Kärnten zugesprochen. 2014 wurde er zum Korrespondierendes Mitglied des Istituto Italiano di Preistoria e Protostoria in Florenz gewählt, 2015 zum Korrespondierenden Mitglied der Slowenischen Akademie der Wissenschaften und Künste (SAZU) in Ljubljana/Laibach.

## Schriften (Auswahl)

### Bücher
- Die Räter / I Reti. Rätisches Museum, Chur 1991.
- als Herausgeber mit Ingrid R. Metzger: Die Räter / I Reti (= Schriftenreihe der Arbeitsgemeinschaft Alpenländer. Neue Folge). Athesia, Bozen 1992, ISBN 88-7014-646-4.
- mit Hans Rudolf Sennhauser u. a.: Müstair, Kloster St. Johann 1: Zur Klosteranlage. Vorklösterliche Befunde (= Veröffentlichungen des Instituts für Denkmalpflege an der ETH Zürich. Band 16,1). Hochschul-Verlag an der ETH, Zürich 1996, ISBN 3-7281-2272-6.
- Die Keltensiedlung auf der Gracarca. Eine archäologisch-historische Spurensuche um den Klopeiner See mit Ausblicken auf den Kärntner Raum und bis ins Mittelalter. Eigenverlag des Wissenschaftlichen Vereins, St. Kanzian 1997.
- mit Susanne Fabrizii-Reuer, Alfred Galik, Marion Niederhuber und Egon Reuer: Archäologische und naturwissenschaftliche Untersuchungen zur Durezza-Schachthöhle bei Warmbad Villach (Kärnten) (= Neues aus Alt-Villach / 34. Jahrbuch des Stadtmuseums). Museum der Stadt Villach, Villach 1997.
- Karantanien. Das slawische Kärnten. Carinthia, Klagenfurt 2000, ISBN 3-85378-511-5.
- mit Hans Nothdurfter und Eckehart Schubert: Das Rungger Egg. Untersuchungen an einem eisenzeitlichen Brandopferplatz bei Seis am Schlern / Südtirol (= Römisch-Germanische Forschungen. Band 61). Philipp von Zabern, Mainz 2002, ISBN 3-8053-2826-5.
- mit Hanns Oberrauch: Göttersache’n. Kult zu Ötzis Zeit / In dono agli dei. Culti al tempo di Ötzi. Bozen 2002.
- als Herausgeber mit Franco Marzatico: Guerrieri, Principi ed Eroi fra il Danubio e il Po dalla Preistoria all’Alto Medioevo. Ausstellungskatalog Trento 2004. Provincia Autonoma di Trento, Trento 2004, ISBN 88-900909-2-8.
- mit Wilhelm Deuer, Harald Krahwinkler, Peter G. Tropper und Manfred Wassermann: St. Daniel. Zur Geschichte der ältesten Pfarre im oberen Gailtal und Lesachtal. Festschrift zur 950-Jahr-Feier der Pfarrkirche St. Daniel 1054–2004. Dellach im Gailtal 2004, ISBN 3-902128-36-4.
- Ertauchte Geschichte. Zu den Anfängen von Fischerei und Schifffahrt im Alpenraum. Katalog zur Sonderausstellung im Landesmuseum Kärnten, 5. Mai bis 3. September 2006. Landesmuseum Kärnten, Klagenfurt 2006, ISBN 3-900575-33-9.
- Mystisches Kärnten. Sagenhaftes – Verborgenes – Ergrabenes. Carinthia, Klagenfurt 2006, ISBN 978-3-85378-603-1.
- Noreia – Atlantis der Berge. Neues zu Göttin, Stadt und Straßenstation. Hermagoras, Klagenfurt 2009, ISBN 978-3-7086-0467-1.
- als Herausgeber mit Franco Marzatico und Rupert Gebhard: Le grandi vie delle civiltà. Relazioni e scambi fra Mediterraneo e il Centro Europa dalla Preistoria alla Romanità. Ausstellungskatalog Trient 2011. Trento 2011, ISBN 978-8890090981.
- Die Hügelgräber von Frög. Ein eisenzeitliches Herrschaftszentrum in Rosegg. Hermagoras, Klagenfurt 2011, ISBN 978-3-7086-0625-5.
- als Herausgeber mit Franco Marzatico und Rupert Gebhard: Im Licht des Südens. Begegnungen antiker Kulturen zwischen Mittelmeer und Zentraleuropa. Kunstverlag Josef Fink, Lindenberg 2011, ISBN 978-3-89870-724-4.
- mit Erwin Hirtenfelder: Mythos Magdalensberg. Pompeji der Alpen und heiliger Gipfel. Styria, Klagenfurt a. W. 2014, ISBN 978-3-7012-0161-7.
- Keutschach und die Pfahlbauten in Slowenien und Friaul. UNESCO-Welterbestätten. Hermagoras/Mohorjeva, Klagenfurt a. W./Ljubljana/Wien 2014, ISBN 978-3-7086-0820-4.
- Karantanien – Slawisches Fürstentum und bairische Grafschaft (Klagenfurt a. W./Ljubljana/Wien 2018), ISBN 978-3-7086-0945-4.
- Die karolingischen Flechtwerksteine aus Karantanien. Aus Forschung und Kunst 45, Klagenfurt a. W. 2019, ISBN 978-3-85454-139-4.
- Neues zur Hallstattkultur in Kärnten. Ausgrabungen in Frög/Breg, Waisenberg und Tscherberg/Črgoviče. Aus Forschung und Kunst 51, Klagenfurt a. W. 2025, ISBN 978-3-85454-175-2.

### Aufsätze
- Räter, Rätergebiet und Rätien. In: Geschichte und Region / Storia e regione 1, 1992, S. 22–30 (Digitalisat).
- Zum etruskischen Fundgut zwischen Adda, Etsch und Inn. In: Helvetia Archaeologia 24 (93–94), 1993, S. 69–105.
- Vallis Norica – Sabiona – Prihsina. Zu territorial-politischen Fragen im Eisacktal. In: Helmut Flachenecker / Hans Heiss / Hannes Obermair (Hrsg.): Stadt und Hochstift / Città e Principato. Veröffentlichungen des Südtiroler Landesarchivs 12 (Bozen 2000), S. 27–47.
- Die Kelten und Kärnten. In: Kärntner Jahrbuch für Politik 2000, S. 11–38.
- Frühmittelalterlicher Kirchenbau zwischen Salzburg und Aquileia. Ein Diskussionsbeitrag. In: Beiträge zur Mittelalterarchäologie Österreich 22, 2006, S. 61–80.
- Frühe Bauern in Kärnten und in der Steiermark. In: Christoph Gutjahr / Martina Roscher / Gernot Peter Obersteiner (Hrsg.), Homo effodiens – der Grabende. Festgabe Helmuth Ecker-Eckerhofen zum 70. Geburtstag. Hengist-Studien 1 (Wildon 2006), S. 10–20.
- Sopron – Nové Košariská – Frög. Zu den Bildgeschichten der Kalenderberg-Kultur. In: Praehistorische Zeitschrift 84, 2009, S. 202–223.
- Keltisch, frühmittelalterlich oder türkenzeitlich? Zur Datierung einfach strukturierter Wehranlagen im Südostalpenraum. In: Beiträge zur Mittelalterarchäologie Österreich 26, 2010, S. 7–32.
- Hochweidenutzung oder Almwirtschaft? Alte und neue Überlegungen zur Interpretation urgeschichtlicher und römerzeitlicher Fundstellen in den Ostalpen. In: Franz Mandl / Harald Stadler (Hrsg.), Archäologie in den Alpen. Alltag und Kult. Forschungsberichte der ANISA 3 (Haus i. E. 2010), S. 43–62.
- Zur Nachweisbarkeit einer antiken bergmännischen Nutzung der Edelmetalllagerstätten in den Hohen Tauern und im Lavanttal. In: Mitteilungen der Gesellschaft für Salzburger Landeskunde 153, 2013, S. 9–26.
- Der Vinschgau im Frühmittelalter. Archäologisches. In: Hans Rudolf Sennhauser (Hrsg.), Wandel und Konstanz zwischen Bodensee und Lombardei zur Zeit Karls des Grossen. Kloster St. Johann in Müstair und Churrätien. Acta Müstair, Kloster Sankt Johann, 3 (Zürich 2013), S. 19–42.
- Some remarks on the Iceman: his death and his social rank. In: Prähistorische Zeitschrift 89/2, 2014, S. 40–54.
- Heilige Berge und Berggötter. Eine archäologische Spurensuche in den Alpen mit Ausblicken in den ostmediterranen Raum. In: Rudolfinum / Jahrbuch des Landesmuseums Kärnten 2015, S. 26–59.
- Zur Gründung des Klosters St. Johann in Müstair (Graubünden). In: Beiträge zur Mittelalterarchäologie in Österreich 32, 2016, S. 7–19.
- Der Magdalensberg, anders gesehen. In: Monika Frass / Herbert Graßl / Georg Nightingale (Hrsg.), Akten des 15. Österreichischen Althistorikertages in Salzburg, 20.–22. November 2014. Diomedes, Sonderband (Salzburg 2016), S. 73–82.
- Eine befestigte römische Stadt aus augusteischer Zeit auf der Gurina bei Dellach im Gailtal (Kärnten). In: Ines Dörfler / Paul Gleirscher / Sabine Ladstätter / Igor Pucker (Hrsg.), Ad amussim. Festschrift zum 65. Geburtstag von Franz Glaser. Kärntner Museumsschriften 85 (Klagenfurt a. W. 2017), S. 43–60.
- Gedanken zur Situla aus Pieve d’Alpago (Prov. Belluno). Profane oder sakrale Bilderzählung? In: Holger Baitinger / Martin Schönfelder (Hrsg.), Hallstatt und Italien. Festschrift für Markus Egg. Monographien des Römisch-Germanischen Zentralmuseums 154 (Mainz 2019), S. 469–482.
- Innichen/Freising und Karantanien zwischen 8. und 10. Jahrhundert. Eine archäologisch-historische Bestandsaufnahme mit Fokus auf Osttirol und Oberkärnten. In: Gustav Pfeifer (Hrsg.), Innichen im Früh- und Hochmittelalter. Historische und kunsthistorische Aspekte. Veröffentlichungen des Südtiroler Landesarchivs 47 (Innsbruck 2019), S. 235–256.
- Ostgoten in Norikum? Zum Gang und Stand der Diskussion. Rudolfinum / Jahrbuch des Landesmuseums Kärnten 2020, S. 16–51.
- mit Kurt Nicolussi: Zwei römerzeitliche Draubrücken in Emmersdorf, Kärnten. In: Fundberichte aus Österreich 59, 2020, S. 77–93.
- Eine Mithrashöhle auf der Gradišče bei St. Egyden (Kärnten). Carinthia I 212, 2022, S. 39–84.
- Frührömische Pfeil- und Bolzenspitzen aus dem südlichen Noricum. In: Massimo Lavarone / Stefano Magnani / Fabio Prenc (Hrsg.), MB. Maurizio Buora. La sua storia. Il suo Friuli. Archeologia di frontiera 12 (Trieste 2022), S. 105–121.
- Nationalhistorische Facetten in Darstellungen zur frühen Geschichte Kärntens. Rudolfinum / Jahrbuch des Landesmuseums Kärnten 2022, S. 22–45.
- The Nebra Sky Disc (Germany): 3 Phases – 3 Antithesis. In: Kai Ruffing / Brigitte Truschnegg / Andreas Rudigier / Julian Degen / Sebastian Fink / Kordula Schnegg (Hrsg.), Navigating the Worlds of History. Studies in Honor of Robert Rollinger on the Occasion of his 60th Birthday (Wiesbaden 2024), S. 1143–1152.
- Das Gailtal, das Kanaltal und die „Langobardenfrage“ in Kärnten. Neues aus Alt-Villach / Jahrbuch Museum der Stadt Villach 61, 2024, S. 15–53.
- Die alte Moosburg in Kärnten, eine königliche Burg aus karolingischer Zeit? Carinthia I 214, 2024, S. 75–102.

## Ausstellungen
- Die Räter / I Reti (mit Ingrid R. Metzger) (Rätisches Museum, Chur 1991, und in verschiedenen Städten der Länder der Arge Alp bis 1993)
- Opferhöhlen der Hallstattzeit zwischen Franken und der Adria (Museum der Stadt Villach, Villach 1998 und Landesmuseum für Kärnten, Klagenfurt 1999)
- Göttersachen. Kult zu Ötzi’s Zeit / In dono agli dei (mit Hanns Oberrauch) (Südtiroler Archäologiemuseum, Bozen 2002, und Museum der Stadt Villach, Villach 2003)
- Guerrieri, Principi ed Eroi fra il Danubio e il Po dalla Preistoria all’Alto Medioevo (mit Franco Marzatico) (Museo del Buonconsiglio, Trento 2003)
- Ertauchte Geschichte. Zu den Anfängen von Fischerei und Schifffahrt im Alpenraum (Landesmuseum für Kärnten, Klagenfurt 2006 und Keltenwelt Frög-Rosegg, Rosegg 2007)
- Zu Gast bei den norischen Königen (Landesmuseum für Kärnten, Klagenfurt 2008)
- Auf der Suche nach Noreia (Keltenwelt Frög-Rosegg, Rosegg 2010/11)
- Le grandi vie delle culture. Relazioni e scambi fra Mediterraneo e il centro Europa dalla Preistoria alla romanità (mit Franco Marzatico und Rupert Gebhard) (Museo del Buonconsiglio, Trento 2011)
- Im Licht des Südens. Kulturtransfer zwischen dem Mittelmeerraum und Mitteleuropa von der Vorgeschichte bis in die Römerzeit (mit Rupert Gebhard und Franco Marzatico) (Archäologische Staatssammlung, München 2011/12)
- Kultwagen – Von der Nordsee bis zum Mittelmeer (Keltenwelt Frög-Rosegg, Rosegg 2012)
- Das weibliche Amulett aus Frojach. Aus der langen Entwicklung vorrömischer Heilszeichen (Keltenwelt Frög-Rosegg, Rosegg 2013)
- 150 Jahre Pfahlbau Keutschacher See. UNESCO-Welterbe (Keltenwelt Frög-Rosegg, Rosegg 2014)
- Noreia – Eine ewige Suche (kärnten.museum 2024/25)